# Эр-Растан
Эр-Ра́стан, или Растан, или Аль-Растан (араб. الرستن‎) — третий по величине (после Хомса и Тадмора) город провинции Хомс в Сирии. В 2004 году в Растан проживало около 40 000 человек.
Он расположен на месте города эпохи эллинизма Аретуса (древнегреческий: Ἀρέθουσα) и до сих пор содержит некоторые из его древних руин. Он продолжал существовать как относительно небольшой, стратегический город на протяжении всей ранней исламской и османской эпох. Общая площадь города составляет 350 гектаров. Здесь находится крупная плотина на реке Оронт, имеющая удерживающую способность 225 миллионов м³. Плотина в основном используется для орошения. В городе также находится один из основных карьеров мергеля в Сирии.
Во время Арабской весны в Сирии Эр-Растан не раз становился объектом внимания мировых средств массовой информации.
С начала Гражданской войны в Сирии и до 2018 года Эр-Растан служил крупным оплотом оппозиции и был местом многих боев между сирийскими вооруженными силами и повстанцами различных фракций. Сирийское правительство вернуло контроль над городом 15 мая 2018 года в рамках соглашения, которое позволило повстанцам и их семьям перебраться в контролируемые повстанцами районы северной Сирии в обмен на сдачу территории вместе с их тяжелым оружием.

## География
Расположен в 25 километрах к северу от его административной столицы Хомс и в 22 километрах от Хамы. Растан расположен непосредственно к югу от большого моста, соединяющего Хомс и Хаму. Ближайшие населенные пункты включают Тальбисех и аль-Ганту на юге, аль-Заафаранийя и аль-Машрафа на юго-востоке, Мурайдж аль-Дурр на северо-востоке, Тумин на севере, Дейр аль-Фардис на северо-западе и Кафр Нан и кластер деревень Хула на западе.

## История

### Классическая эпоха
Согласно римскому историку Аппиану, Аретуса была основана Селевком I Никатором, основателем династии Селевкидов, в III веке до н. э. Большинство источников соглашаются, что Селевк назвал его в честь города Аретуса в Македонии, но другие утверждают, что он был назван в честь источника на Сицилии с тем же названием. Аретуса на родном сирийском называлась Арастан, она также упоминается в христианском Первом Никейском соборе в 325 году н. э. В меньшей степени имя «Арастан» продолжало использоваться местными жителями наряду с «Аретуса».
Она служила первой столицей царства Эмеса в центральной Сирии, вассала Римской империи, в середине I века до н. э. Римский историк Страбон заявил, что она была хорошо управляема под филархом Сампсикерамом I с 64 по 63 год, когда римский генерал Помпей захватил его. Контроль Эмеса был восстановлен к 46 году до н. э., когда им управлял Ямблих I. Во время римской гражданской войны, последовавшей после смерти Юлия Цезаря, жители города стали на сторону Марка Антония против Октавиана. Тем не менее, Аретуза стала независимым городом-государством после победы Октавиана в битве при Акции в 31 году до н. э., но вернулась под контроль Эмеса одиннадцать лет спустя. Затем ее статус упал с ростом близлежащей Эмесы (современный Хомс) как религиозного и политического центра. В III веке н. э. римский император Аврелиан остановился в городе во время своей кампании против Зенобии.

### Византийская эпоха
Аретуса стала христианской епархией к началу 4-го века. Первый Никейский собор в 325 году считал среди своих участников епископа Евстафия из Аретусы.
Во времена римского императора Констанция II (337—361 гг.) епископ Марк из Аретузы был уполномочен заменить языческий храм в городе на христианскую церковь.
Под Юлианом Отступником (361—363 гг.) ему было приказано восстановить храм. Чтобы избежать этого, он бежал из города, но вернулся, чтобы спасти христиан от того, чтобы платить штраф вместо него, и в 362 году подвергся очень жестокому обращению со стороны языческой толпы, как рассказывают Феодорит и Сократ Схоластик.
В 570 году город был разрушен землетрясением. В 998 году город был снова разрушен землетрясением, и его жители были вынуждены переехать в Хомс.

### Исламская эпоха
Согласно ранним мусульманским географам, Растан, несмотря на его крепкие укрепления и большой гарнизон, был быстро захвачен, а затем разрушен силами Абу Убайды во время мусульманского завоевания Сирии в 634 году, когда халифом был Умар ибн аль-Хаттаб.
В начале 945 года алеппские хамданиды под руководством Сайф ад-Даулы решительно разбили армию Ихшидидов под руководством Абу аль-Миск Кафура в Растане, после чего они завоевали Дамаск. По одному из отчетов, около 4000 солдат Ихшидидов были взяты в плен, сотни погибли в бою или утонули в реке Оронт.
В 1115 году, когда правитель Артукидов Илгази отдыхал в Растане по пути на север в Диярбакыр, Хир Хан ибн Караджа, сельджукский правитель Хомса, напал на его лагерь и ненадолго посадил его в тюрьму.
После прибытия Саладина в Растан в феврале 1175 года крестоносцы под руководством Раймонда из Триполи отступили от осады Хомса, который затем был захвачен Саладином, что привело к тому, что большая часть Сирии оказалась под контролем Айюбидов.
В 1226 году, во время правления Айюбидов, сирийский географ Якут аль-Хамави посетил
Растан и написал, что это «маленький и древний город… Теперь это руины, но остатки все еще показывают его бывшую великолепие».
Мамлюки получили контроль над Сирией в 1260-х годах и организовали регион в королевства, подчиненные султанату в Каире. Растан стал самым южным городом Мамлюкат Хама («Королевство Хама») у границы с Мамлюкат Химс. В крупном сражении между городом и Хомсом мамлюки под руководством Калауна решительно разбили вторгшуюся монгольскую армию Илханата в 1281 году. Позже, в начале XIV века, Абу’л-Фида отметил, что в Растане «каждый из домов настолько большой, что почти как деревня, с руинами зданий и стен повсюду». Он также отметил, что все еще присутствуют несколько арок, ворот, частей городской стены и ее водного канала.
В конце XVI века или в начале XVII века, во время османского правления, был построен караван-сарай Хан ар-Растана за пределами города. Абд аль-Гани аль-Набульси, суфийский шейх XVII века, посетил ложное могилообразование персидского суфийского мистика Абу Язида аль-Бистами в Растане (настоящее находится в Бистаме) в 1678 году, написав: «над его могилой великолепие и трепет, подтверждающие его присутствие там». Хан Растан был посещен в 1745 году Эдвардом Пококом, который описал его как «огромный укрепленный караван-сарай», который быстро разрушался.

### Современная эпоха
В начале 19-го века Растан был обедневшей деревней, население которой в основном занималось скотоводством. Он занимал севернейшую часть руин Аретусы. Как и Хомс в это время, его дома были построены из черного трапа.

## Демография
В 1970 году население ар-Растана составляло 15 727 человек. В 1981 году население составляло 25 643 человека, а в 1994 году — 29 670 человек. В 2004 году в городе проживало 39 834 человека.

## Гражданская война в Сирии
С начала Гражданской войны в Сирии и до 2018 года Ар-Растан служил крупным оплотом оппозиции и был местом многих боев между сирийскими вооруженными силами и повстанцами различных фракций. Сирийское правительство вернуло контроль над городом 15 мая 2018 года в рамках соглашения, которое позволило повстанцам и их семьям безопасно перебраться в контролируемые повстанцами районы северной Сирии в обмен на сдачу территории вместе с их тяжелым оружием.